# تيد ماكدوغال
تيد ماكدوغال (بالإنجليزية: Ted MacDougall)‏ (8 يناير 1947 في المملكة المتحدة - ) هو لاعب كرة قدم بريطاني في مركز الهجوم. شارك مع منتخب اسكتلندا لكرة القدم. أما مع النوادي، فقد لعب مع مانشستر يونايتد ونادي بلاكبول ونادي بورنموث ونادي ساوثهامبتون ونادي ليفربول ونادي يورك سيتي ونورويتش سيتي ووست هام يونايتد وديترويت إكسبرس ‏ ونادي سالزبري سيتي وسانت جورج ساينتس ‏ وJewish Guild ‏ وA.F.C. Totton ‏ ونادي أندوفر ‏ وFloreat Athena FC ‏ وGosport Borough F.C. ‏ ونادي ويموث ونادي بول تاون.

## وصلات خارجية
- تيد ماكدوغال على موقع الاتحاد الأوربي (الإنجليزية)
- تيد ماكدوغال على موقع الاتحاد الإسكتلندي (الإنجليزية)
- تيد ماكدوغال على موقع قاعدة بيانات كرة القدم.إي يو (الإنجليزية)
- تيد ماكدوغال على موقع ناشيونال فوتبول تيمز (الإنجليزية)
- تيد ماكدوغال على موقع Soccerbase.com (لاعب) (الإنجليزية)